# Ceratopipra
Ceratopipra – rodzaj ptaków z podrodziny gorzyków (Piprinae) w rodzinie gorzykowatych (Pipridae).

## Zasięg występowania
Rodzaj obejmuje gatunki występujące w Ameryce Południowej i Środkowej.

## Morfologia
Długość ciała 8–12,5 cm; masa ciała 10,9–23,5 g.

## Systematyka

### Etymologia
Ceratopipra: gr. κερας keras, κερατος keratos „róg”; rodzaj Pipra Linnaeus, 1764 (gorzyk).

### Podział systematyczny
Takson ten został wyodrębniony z Dixiphia. Do rodzaju należą następujące gatunki:
- Ceratopipra cornuta (von Spix, 1825) – gorzyk rogaty
- Ceratopipra mentalis (P.L. Sclater, 1857) – gorzyk czerwonogłowy
- Ceratopipra erythrocephala (Linnaeus, 1758) – gorzyk złotogłowy
- Ceratopipra rubrocapilla (Temminck, 1821) – gorzyk purpurowogłowy
- Ceratopipra chloromeros (von Tschudi, 1844) – gorzyk wachlarzykowaty